# Steven Pasquale
Steven Pasquale (ur. 18 listopada 1976 w Hershey) – amerykański aktor, piosenkarz i producent filmowy.

## Życiorys

### Wczesne lata
Urodził się w Hershey w Pensylwanii. Uczęszczał do Meadows School of the Arts przy Southern Methodist University. Potem przeniósł się do Nowego Jorku, gdzie zagrał w licznych produkcjach teatralnych.

### Kariera
Grał na nowojorskiej scenie m.in. musicalach: The Light in the Piazza jako Fabrizio, The Spitfire Grill jako szeryf Joe Sutter z piosenką „Forest For the Trees”, Miss Saigon (1998) jako Chris, Mężczyzna bez znaczenia (A Man of No Importance, 2002) w roli Robbi’ego Faye, Tajemniczy ogród jako Archibald Craven.
W 2001 debiutował na szklanym ekranie jako Kurt w serialu HBO Sześć stóp pod ziemią (Six Feet Under). Wystąpił jako dr Jason Cole w serialu NBC Do No Harm, który miał premierę 31 stycznia 2013.
W 2009 ukazała się jego płyta solowa CD Somethin’ Like Love.

### Życie prywatne
16 września 2007 poślubił aktorkę teatralną Laurę Benanti, z którą ma córkę Maddie. Jednak 3 maja 2015 rozwiódł się. Związał się z Phillipą Soo, z którą wziął ślub w 2017 roku.

## Filmografia

### Filmy fabularne
| Rok  | Tytuł                                                 | Rola          | Reżyser          |
| ---- | ----------------------------------------------------- | ------------- | ---------------- |
| 2004 | The Last Man (krótkometrażowy)                        | Jack Manning  |                  |
| 2005 | Aurora Borealis                                       | Jacob Shorter | James C.E. Burke |
| 2007 | Obcy kontra Predator 2 (Aliens vs. Predator: Requiem) | Dallas        | Bracia Strause   |
| 2009 | Wszechwiedzący (The Answer Man)                       | Elizabeth     | John Hindman     |

### Produkcje TV
| Rok       | Tytuł                                  | Rola                   | Uwagi                                            |
| --------- | -------------------------------------- | ---------------------- | ------------------------------------------------ |
| 2001      | Sześć stóp pod ziemią (Six Feet Under) | Kurt                   | 2 odcinki                                        |
| 2003      | Platinum – świat hip-hopu (Platinum)   | David Ross             | odc.: „Love”                                     |
| 2004–2011 | Wołanie o pomoc (Rescue Me)            | Sean Garrity           | 93 odcinki Satellite Award dla najlepszej obsady |
| 2010      | Poślub mnie (Marry Me)                 | Luke Maynard           | 2 odcinki                                        |
| 2011      | The Playboy Club                       | młody Hef              | odc.: „Pilot”                                    |
| 2011      | Submissions Only                       | Reed Rozelle           | odc.: „The Miller/Hennigan Act”                  |
| 2012      | Do białego rana (Up All Night)         | Luke Granby            | 4 odcinki                                        |
| 2012      | Coma                                   | Mark Bellows           | 2 odcinki                                        |
| 2013      | Do No Harm                             | dr Jason Cole          | 13 odcinków                                      |
| 2013      | Over/Under                             | Paul Keller            | film TV                                          |
| 2014      | And, We’re Out of Time                 | Jackson Cooper         | film TV                                          |
| 2014–15   | Żona idealna (The Good Wife)           | Johnny Elfman          | 13 odcinków                                      |
| 2014      | Białe kołnierzyki (White Collar)       | Conrad Worth           | odc.: „Taking Stock”                             |
| 2015      | Bloodline                              | Alec Wolos             | 6 odcinków                                       |
| 2016      | American Crime Story                   | Mark Fuhrman           | 5 odcinków                                       |
| 2016      | Billions                               | Chase                  | 2 odcinki                                        |
| 2016      | Almost There                           | Steven                 | 2 odcinki                                        |
| 2017      | Doubt                                  | William „Billy” Conway |                                                  |